# وست بای‌فلت
وست بای‌فلت (به انگلیسی: West Byfleet) یک روستا در بریتانیا است که در ساری (انگلستان) واقع شده‌است. وست بای‌فلت ۳٫۵۱ کیلومتر مربع مساحت و ۵٬۶۲۶ نفر جمعیت دارد.